# Epaminondas Delijeorjis

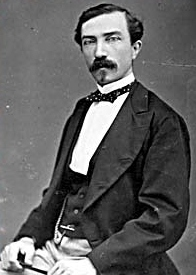
Epaminondas Delijeorjis

Epaminondas Delijeorjis (gr. Επαμεινώνδας Δεληγιώργης; ur. 10 stycznia 1829 w Tripoli, zm. 14 maja 1879 w Atenach) – grecki polityk, w 1864 roku przewodniczący Parlamentu Grecji.
Pełnił funkcję premiera sześciokrotnie (1865, 1865, 1870, 1872–1874, 1876, 1877).